# Спејс-шатл
Спејс-шатл или спејс шатл (енгл. Space Shuttle) је била вишекратна свемирска летелица америчке свемирске агенције Наса која је служила за превоз људи и опреме између Земље и орбите око Земље.
Спејс-шатл је летелица која се лансира са лансирне рампе као ракета, одлази у орбиту око Земље носећи људе и разну опрему, између осталог и вештачке сателите, а затим се као једрилица спушта на Земљу. Прва таква летелица полетела је 12. априла 1981. и то је био спејс-шатл Колумбија.
Идеја за изградњу спејс-шатла потиче из средине шездесетих година 20. века. Идеја се родила у америчким војним врховима и требало је то да буде свемирско транспортно возило нове генерације које би саобраћало између америчких земаљских војних база и велике војне свемирске станице.
Сваки спејс-шатл се састоји од три дела: орбитера (у којем се налазе посада и терет), спољашњег резервоара (у којем се налазе течни водоник и кисеоник) и пара ракетних мотора на чврсто гориво (који обезбеђују већину потиска током лансирања).
Наса је изградила пет шатлова. То су: Колумбија, Чаленџер, Дискавери, Атлантис и Ендевор. Шатл Чаленџер је експлодирао 73 секунде након лансирања, 28. јануара 1986. године, и том приликом је погинуло свих седам чланова посаде. 1. фебруара 2003. године, 16 минута пре слетања, распао се шатл Колумбија, такође са седам чланова посаде. Овим је флота шатлова Насе преполовљена, а изгубљено је 14 људских живота. Тиме су се летови шатла дефинитивно показали као врло ризични, па је Наса одлучила да шатлове избаци из употребе 2011. године, после више од 30 година.

## Преглед система
Спејс-шатл је била вишекратна свемирска летелица која је служила за транспорт људи и опреме у ниску земљину орбиту. Летелицу је пројектовала, развила и оперативно користила америчка Национална ваздухопловна и свемирска администрација (Наса) од 1981. до 2011. године. Летелица је резултат студија изводљивости које је спровела Наса у сарадњи са Америчким ратним ваздухопловством током шездесетих година 20. века. Развој шатла је предложен као део амбициозне друге генерације свемирског транспортног система (СТС) који ће наследити програм Аполо. Смањење буџета Насе након окончања програма Аполо присилила је председника Никсона да обустави развој свих компоненти планираног система осим шатла, за који је Наса усвојила назив СТС.
Елементи система су били: орбитер (летелица која је ишла у орбиту и затим се враћала на Земљу), потрошни спољни резервоар за течни кисеоник/водоник (који су сагоревали мотори на орбитеру при лансирању) и два ракетна мотора на чврсто гориво који су могли вишекратно да се користе. Први од четири пробна лета полетео је 1981. године, док је оперативна употреба почела 1982. год. Сва лансирања спроведена су са свемирског центра Кенеди на Флориди. Систем је повучен из употребе 2011. године, након 135 мисија. Последње, 135. лансирање, догодило се 8. јула 2011. године. Програм спејс-шатла је званично окончан слетањем орбитера Атлантис 21. јула 2011. године, чиме је након три деценије окончан програм летова шатла у орбиту. У значајније мисије убрајају се лансирање многих сателита и међупланетарних сонди, спровођење научних експеримената у свемиру, као и сервисирање и склапање сегмената свемирских станица. Први орбитер, назван Ентерпрајз, произведен је ради почетних тестова приласка и слетања. Није имао моторе, топлотни штит и другу опрему неопходну за летове у орбиту. Укупно је произведено пет орбитера, од којих су два уништена у несрећама.
Коришћен је за мисије у свемиру од стране Насе, министарства одбране САД, Европске свемирске агенције, Јапана и Немачке. САД су финансирале развој и коришћење шатла, осим Спејслаб модула током мисија СТС-61-А и СТС-55 које је финансирала Немачка. Мисију СТС-47 је делом финансирао Јапан.
При лансирању, система се сатојао из „стека“ који су чинили спољни резервоар (ET, енгл. External Tank) тамно наранџасте боје, два бела, витка помоћна ракетна мотора на чврсто гориво (енгл. Solid Rocket Booster) причвршћена за спољни резервоар, и орбитера у коме се налазила људска посада и опрема у теретном простору. Поједини сателити, који су захтевали лансирање у више орбите од ниске Земљине орбите, достављени су у жељну орбиту уз помоћ додатног модула који се налазио у теретном простору шатла. За ове намене развијена су два додатна модула: једностепени  (енгл. Payload Assist Module) и двостепени  (енгл. Inertial Upper Stage). Све компоненте су састављане пред лансирање у згради за вертикалну монтажу, затим се цео „стек“ причвршћивао на мобилну лансирну платформу уз помоћ четири експлозивна вијка на сваком ракетном мотору, који су активирани при лансирању.
Цео „стек“ је лансиран у вертикалном положају као и стандардна ракета-носач. Потисак за полетање стварала су два SRB и три мотора који су сагоревали течни кисеоник и течни водоник, којим су се снабдевали из ET. Лансирање спејс-шатла се састојало из два степена. Ракетни мотори на чврсто гориво обезбеђивали су потисак при полетању са лансиране рампе и током прве фазе лета. Два минута (тачније 124 секунде) након полетања активирани су експлозивни вијци којима су ови ракетни мотори били причвршћени за ET. По одвајању од ET на потисницима су активирани падобрани који су омогућавали релативно нежан пад у океан, одакле су касније бродовима транспортовани на копно ради рехабилитације и поновног коришћења. Орбитер и ET наставили би даље уз све хоризонталнију путању лета и потисак три главна мотора. Након достизања брзине од 7,8 km/s, неопходне за ниску Земљину орбиту, мотори су угашени. Спољни резервоар, причвршћен са два експлозивна вијка, је затим одбачен да изгори при повратку у атмосферу. Након одбацивања ET, мотори орбиталног маневарског система коришћени су за достизање коначне орбите.
Орбитер је превозио астронауте и опрему, као што су сателити или сегменти свемирских станица, у ниску Земљину орбиту, горње слојеве атмосфере или термосфере. Посаду је најчешће чинило пет до седам чланова посаде. Два члана, командант и пилот, били су довољни за управљање орбитером, што је и био случај током прва четири експериментална лета (СТС-1 до СТС-4). Носивост теретног простора је типично била око 22.700 kg, али је могла да се повећа у зависности од конфигурације при лансирању. Орбитер је превозио опрему у свом теретном простору. Главна особина овог теретног простора, по чему је шатл био јединствен међу свемирским летелицама, била су његова врата која су се отварала целом дужином ради лакшег приступа опреми унутра. Ова особина се показала посебно корисном приликом доставе великих сателита у орбиту, планетарних сонди, Хабловог свемирског телескопа, али и при враћању сателита из орбите на Земљу.
По завршетку своје мисије у свемиру, орбитер би активирао моторе ОМС система како би напустио орбиту и спустио се назад на Земљу. Приликом повратка, орбитер је пролазио кроз различите слојеве атмосфере и успоравао углавном уз помоћ аерокочења. У нижим слојевима атмосфере понашао се као једрилица али је било могуће управљати летелицом уз помоћ реакционог система управљања (RCS, енгл. Reaction control system) и система команди лета којим су контролисани хидраулички покретачи маневарских површина. Слетао је на писту веће дужине јер је брзина при слетању била већа него код комерцијалних авиона. Аеродинамички облик орбитера представљао је компромис због различитих брзина и притисака које је морао да издржи током уласка у атмосферу, хиперсоничног лета и при ниским брзинама током слетања. Због тих компромиса, орбитер је имао релативно велику брзину падања на малим висинама, тако да се маневрисање на већим висинама вршило помоћу RCS, а на мањим висинама помоћу маневарских површина на летелици.

## Први кораци
Званичан развој спејс-шатла почео је „А фазом“ уговора о студијама, објављеном крајем шездесетих година двадесетог века. Међутим, разрада овог концепта почела је скоро две деценије раније, још пре програма Аполо с краја шездесетих. Једно од места са којих је потекла идеја о летелици која по повратку из свемира слеће на писту попут авиона била је истраживачка агенција NACA (енгл. National Advisory Committee for Aeronautics), претходник агенције НАСА, 1954. године. Радило се о ваздухопловном истраживачком експерименту који је касније добио назив X-15. Предлог агенције NACA поднео је Волтер Дорнбергер.
Током 1958. године X-15 концепт је еволуирао у предлог да се летелица X-15 пошаље у свемир, али се појавио још један сличан предлог летелице из X-серије, назван X-20 Дајна-Сор (енгл. X-20 Dyna-Soar), као и мноштво других студија везаних за концепт свемирског авиона (енгл. Spaceplane). Иако X-20 није конструисан, неколико година касније конструисан је сличан свемирски авион. Достављен је агенцији НАСА у јануару 1966. године, а радило се о летелици HL-10 (енгл. Horizontal Landing – хоризонтално слетање).
Средином шездесетих година Америчко ратно ваздухопловство је спровело тајне студије свемирског транспортног система следеће генерације и дошло до закључка да је најекономичније решење био концепт који је подразумевао вишекратно коришћење појединих компоненти. Предложено је да се одмах започне развојни програм ракете „класе 1“ са потрошним ракетним моторима на чврсто гориво, праћен споријим развоје концепта „класе 2“ који је био делом вишекратан, а опционо и „класе 3“ која је подразумевала да се сви елементи система вишекратно користе. Џорџ Милер је 1967. године одржао једнодневни симпозијум у седишту агенције НАСА, како би се размотриле све опције. Симпозијуму је присуствовало осморо људи који су представили велики број идејних решења, укључујући и раније идеје Америчког ратног ваздухопловства попут X-20 Дајна-Сор.
НАСА је 1968. године званично започела развој система који је у то време био познат под називом „Интегрисани систем за лансирање и повратак на Земљу“ (енгл. Integrated Launch and Re-entry Vehicle – ILRV). У исто време, НАСА је расписала одвојени тендер за главне моторе спејс-шатла. Експозитуре агенције НАСА у Хјустону и Хантсвилу су заједнички објавиле захтев за предлоге (енгл. Request for Proposal) за идејна решења ILRV летелице која ће достављати опрему у орбиту а затим се враћати на Земљу. На пример, једно од решења био је двостепени концепт који се састојао из великог ракетног мотора на чврсто гориво и малог орбитера, названо DC-3, и било је једно од решења предложених у „А фази“. Након поменуте „А фазе“ уследиле су B, C, и D фазе које су прогресивно детаљно анализирале концепте све до 1972. године. На крају се дошло до решења да први степен ракете буду вишекратни ракетни мотори на чврсто гориво, док се у другом степену користио потрошни спољни резервоар.
Председник Ричард Никсон је 1969. год. одлучио да подржи развој спејс-шатла. Низом развојних програма и додатних анализа систем је усавршен, пре пуног развоја и тестирања. У августу 1973. године, летелицом X-24B је доказано да је могуће летелицу вратити из орбите и безбедно је приземљити на писту.
Са друге стране Атлантика, министри земаља западне Европе састали су се у Белгији 1973. године како би одобрили учешће у програму шатла и развој програма Спејслаб (енгл. Spacelab), који је био главни европски допринос спејс-шатлу. Спејслаб је требало да обезбеди мултидисциплинарну лабораторију у орбити, као и додатну свемирску опрему за шатл.

## Опис
Спејс-шатл је био прва свемирска летелица у оперативној употреби која је могла вишекратно да се користи. Коришћена је за транспорт разноразне опреме у НЗО, за ротацију посаде и достављање опреме на Међународну свемирску станицу и за сервисирање сателита у орбити. Орбитер је такође омогућавао повратак сателита и друге опреме на Земљу у свом теретном простору. Сваки орбитер је конструисан тако да може извршити 100 мисија, или 10 година оперативне употребе, али је овај број касније додатно увећан. За конструисање СТС система био је задужен Максим Фегет, који је претходно надгледао развој Меркјури, Џемини и Аполо летелица. Кључан фактор који је диктирао величину и облик орбитера био је захтев да омогући транспорт највећих планираних цивилних и војних сателита, али да такође има долет од најмање 1.600 km при лансирању у поларну орбиту. Овај захтев је поставило Америчко ратно ваздухопловство како би у случају прекида лансирања у ванредним ситуацијама поверљива опрема могла да се спасе и не падне у погрешне руке.
Захтев војске је био један од главних разлога за уграђивање великих крила на орбитер, за разлику од новијих летелица сличне намене које имају кратка крила и мали број маневарских површина. Употреба SRB и потрошног ET представљала је компромис између жеље Пентагона за системом који ће моћи да лансира велике сателите, и жеље администрације председника Никсона за смањење трошкова истраживања свемира коришћењем вишекратних компоненти.
Конструисано је пет оперативних орбиталних возила (OV, енгл. Orbiter Vehicle):
• –102 Колумбија (енгл. Columbia)
• –099 Чаленџер (енгл. Challenger)
• –103 Дискавери (енгл. Discovery)
• –104 Атлантис (енгл. Atlantis)
• –105 Ендевор (енгл. Endeavour)
Макета орбитера, под називом Инспирејшн (енгл. Inspiration), тренутно се налази на улазу у кућу славних астронаута. Још једна летелица, OV–101 Ентерпрајз (енгл. Enterprise), конструисана је ради испитивања лета при ниским брзинама и током слетања. Првобитно је ова летелица након испитивања требало је да се опреми потребним системима, како би могла да се користи у оперативној употреби. Међутим, анализама је утврђено да је исплативије да се опреми модел STA–099 који је служио за испитивање структурних оптерећења, који је након потребних измена преименован у OV–099 Чаленџер. Орбитер Чаленџер се распао 73 секунде по полетању 1986. године, и као замена за њега је од резервних структурних компоненти конструисан Ендевор. Изградња Ендевора коштала је 1,7 милијарди долара. Једно лансирање спејс-шатла коштало је у просеку око 450 милиона долара.
Роџер А. Пилке Млађи проценио је да је програм спејс-шатла коштао око 170 милијарди долара (по вредности долара из 2008.) до почетка 2008. године. Просечни трошкови једног лета су процењени на око 1,5 милијарди долара. Две мисије је финансирала Немачка – Спејслаб D1 и D2 (D за Deutschland), током којих је контролни центар модула Спејслаб био у Оберфафенхофену. Током мисије D1 по први пут контрола терета мисије са људском посадом није била у рукама САД.
Понекад се за орбитер користи назив спејс-шатл. Технички гледано то није тачно јер спејс-шатл представља комбинацију орбитера, спољњег резервоара и два ракетна мотора на чврсто гориво. Када се ове компоненте саставе у згради за вертикалну интеграцију, у којој су се склапале ракете Сатурн V програма Аполо, за њих се користио назив „стек“.
Одговорност за компоненте шатла била је расподељена између више центара агенције НАСА широм САД. Свемирски центар Кенеди био је одговоран за лансирање, слетање и рехабилитацију орбитера по слетању из екваторијалних орбита (ове орбите су у ствари биле једине у које је шатл летео). Ваздухопловна база Ванденберг (Америчког ратног ваздухопловства) била је одговорна за лансирање, слетање и рехабилитацију орбитера по повратку из поларне орбите (међутим, шатл никада није летео у поларну орбиту). Џонсонов свемирски центар био је контролни центар за све мисије шатла. Маршалов центар за свемирска истраживања био је одговоран за главне моторе шатла, спољни резервоар и ракетне моторе на чврсто гориво. Свемирски центар Џон К. Стенис вршио је тестирања главних мотора, а Годардов центар за свемирске летове управљао је глобалном мрежом за праћење.

#### Орбитер
Орбитер је подсећао на обичан авион, са делта крилима, са углом стреле унутрашње нападне ивице од 81° и спољашње од 45°. Угао нападне ивице вертикалног репа износи 50°. Четири елевона, смештена на задњем крају крила, и кормило/аеродинамичка кочница, смештени на задњем крају вертикалног репа, заједно са закрилцима, омогућавали су управљање орбитером приликом приласка и слетања.
Теретни простор орбитера био је дуг 18 метара, а широк и висок по 4,6 метара, и заузимао је већи део трупа летелице. Из информација са којих је 2011. године скинута ознака тајности се види да је теретни простор орбитера био наменски пројектован да може да обухвати велики шпијунски сателит KH-9 HEXAGON, којим је управљао национални уред за извиђање. Цео горњи део теретног простора су чинила двоја симетрична врата која су била причвршћена шаркама са страна, а отварала су се по средини. Терет се обично утоварао у хоризонталном положају у теретни простор орбитера, који је већ био спојен са осталим компонентама за лансирање (ET и SRB) и налазио се у вертикалном положају. По уласку у одговарајућу орбиту, врата су се отварала, а терет је истоваран у приближно бестежинском стању помоћу: роботске руке за даљинску манипулацију (коју су контролисали астронаути), астронаута током свемирске шетње, или је терет имао сопствени погонски систем (то је био случај код сателита који су користили додатке PAM или IUS).
Три главна мотора спејс-шатла (SSME, енгл. Space Shuttle Main Engines) монтирани су на задњи крај трупа орбитера у шаблон троугла. Млазнице мотора могле су да се померају 10,5° горе-доле и 8,5° лево-десно током полетања, тиме се мењао правац њиховог потиска и тако се управљало шатлом. Структура орбитера је углавном направљена од легуре алуминијума, док је структура мотора већином од легуре титанијума.
- Орбитер Атлантис током транспорта на леђима летелице за превоз шатла (измењен Боинг 747), 2008. г.
- Ендевор на леђима летелице за превоз шатла.
- Поглед спреда на шатл Атлантис који се налази на мобилној лансирној платформи (MLP), пред мисију СТС-79.
- Тест система за пригушење звука. Током лансирања, на  се истисне преко 1.300.000 литара воде за 41 секунду.[19]
- Слика орбитера Атлантис током приласка МСС. У теретном простору се види један од модула МСС.
- Ноћно слетање шатла на писту свемирског центра Кенеди на Флориди.

#### Спољни резервоар
Примарна намена спољњег резервоара била је да напаја течним кисеоником и течним водоником главне моторе. Такође је служио као главни ослонац целог система, јер су се на њега монтирали орбитер и два ракетна мотора на чврсто гориво. Спољни резервоар је била једина компонента система која није могла вишекратно да се користи. Иако су резервоари одбацивани да сагоре при повратку у атмосферу, било је технички могуће да се они ставе у орбиту и да се тако вишекратно користе (нпр. да се споје са свемирском станицом и користе за складиштење горива).

#### Ракетни мотори на чврсто гориво
Сваки од два ракетна мотора на чврсто гориво (SRB) производио је 12,5 милиона њутна потиска при полетању. Недуго након полетања потисак је растао на 14 милиона њутна. Два SRB су заједно обезбеђивали 83% укупног потиска при полетању, док је остатак долазио од три главна мотора (SSME). SRB су одбацивани два минута након полетања са лансирне рампе, на висини од око 46 km, након чега су активирани велики падобрани како би се обезбедио што нежнији пад у океан, одакле су бродовима одвлачени на копно. Кућишта SRB била су направљена од челика дебљине 13 mm. SRB су, након рехабилитације, могли да се користе много пута. Кућиште коришћено за тест мотора ракете Арес I 2009. године коришћено је у 48 мисија шатла, укључујући и прву мисију СТС-1 1981. године.

#### Додаци орбитера
У зависности од захтева мисије, уз орбитер су могли да се користе многи додаци. У ове додатке су спадале орбиталне лабораторије (Спејслаб, Спејсхаб), додатни степени ракете за лансирање сателита у више орбите (PAM, IUS), систем за дужи боравак у орбити (енгл. Extended Duration Orbiter), вишенаменски логистички модули (енгл. Multi-Purpose Logistics Module) или роботска рука за даљинску манипулацију Канадарм (енгл. Canadarm). Компанија Орбитал сајенсес конструисала је додатан степен под називом фаза за трансферну орбиту (енгл. Transfer Orbit Stage), који је такође једном коришћен. Као додаци користили су се и други системи и ормари који су били део система Спејслаб.
- Вишенаменски логистички модул Леонардо.
- Додатни степен IUS са Галилеом.
- Додатни степен PAM са сателитом.
- Монтажа система за дужи боравак у орбити.
- Спејслаб у орбити.
- Роботска рука за даљинску манипулацију (Канадарм).

##### Спејслаб
Једна од важнијих компоненти програма спејс-шатл био је Спејслаб, који су заједнички развиле земље Европе, а користиле су га САД и њени међународни партнери. Овај модуларни систем чинили су модули под притиском, палете и ормари, уз помоћ којих су током Спејслаб мисија вршени експерименти из многих научних дисциплина, а успут је развијана и међународна сарадња. Спејслаб је коришћен током 29 мисија у које се убрајају истраживања везана за астрономију, мокрогравитацију, радар, људско тело, живе организме и др. Опрема и системи развијени за Спејслаб коришћени су и при другим мисијама шатла – при сервисирању телескопа Хабл и при достављању намирница и опреме на МСС. Током мисија СТС-2 и СТС-3 извршена су испитивања система, а прва оперативна мисија била је Спејслаб-1 (СТС-9), лансирана 28. новембра 1983. године.

#### Системи лета
Спејс-шатл је једна од првих летелица на којој је коришћен компјутеризован електрични систем команди лета (енгл. fly-by-wire). Ово је значило да није постојала механичка или хидрауличка веза између контролне палице пилота и маневарских површина, односно потисника реакционог система управљања.
Међутим, у почетку се јавила сумња у поузданост дигиталног система команди лета. Због тога су утрошена значајна средства у истраживање и развој рачунарског система спејс-шатла. Шатл је користио пет идентичних 32-битних IBM рачунара опште намене, модел AP-101, који су заједно чинили уграђени систем. Четири рачунара су радила са специјализованим софтвером који се звао  (енгл. Primary Avionics Software System – примарни софтверски систем авионике). Пети, резервни рачунар, радио је са одвојеним софтвером који се звао  (енгл. Backup Flight System – резервни систем лета). Свих пет рачунара заједно су били познати као DPS (енгл. Data Processing System – систем за обраду података).
Циљ при изради DPS система била је двострука поузданост. У случају отказа једног рачунара, шатл је и даље могао успешно да изврши све задатке мисије. У случају отказа два рачунара, шатл је могао безбедно да слети, али није могао да изврши целу мисију. Четири рачунара опште намене радили су удружено, контролисали су се међусобно. Уколико један од њих откаже три преостала рачунара би се сагласила да је дошло до отказа и избацили би га из система. Овим се рачунар са грешком одвајао од система за управљање. Уколико би отказао један од преостала три рачунара у функцији, преостала два би га избацила из система. У случају да у истом тренутку откажу два од четири рачунара опште намене (случај 50/50), једна група са два рачунара би се изабрала насумично и преузела контролу летелице.
BFS је био софтвер чији је развој текао одвојено од развоја софтвера за четири рачунара опште намене. На њему је радио пети рачунар, и он би преузео контролу само у случају отказа свих рачунара опште намене. BFS је креиран јер иако су четири примарна рачунара била хардверски одвојена, радила су на истом софтверу, тако да је грешка у софтверском коду могла све да их онеспособи. Софтвер који је уграђен у рачунаре развијен је под потпуно другачијим условима у односу на софтвер доступан широј јавности – број линија кода био је значајно мањи у односу на комерцијални софтвер, његове измене су биле ретке и вршене су тек након опсежних испитивања, тако да је велики број људи радио на развоју и тестирању мале количине рачунарског кода. Међутим, у теорији, могло је да дође до пада система, и баш из тог разлога постојао је пети рачунар са BFS системом. Мада је BFS могао да ради паралелно са PASS, он није преузео контролу ниједном током свих мисија спејс-шатла.
Софтвер за рачунаре спејс-шатла писан је у програмском језику који се звао  (енгл. High-order Assembly Language/Shuttle), који је био сличан језику PL/1. Он је наменски написан за окружење уграђеног система који се мења у реалном времену.
Рачунари AP-101 компаније IBM првобитно су имали 424 kB RAM меморије израђене у техници са магнетним језгром. Процесор је био у стању да обради око 400.000 инструкција сваке секунде. Нису имали тврди диск, а софтвер су учитавали са касета са магнетном траком.
Током 1990. године, стари рачунари замењени су унапређеним верзијама AP-101S, који су имали 2,5 пута већу меморију (око 1 MB), и три пута већу брзину процесора (1,2 милиона операција у секунди). Меморија за софтвер је промењена са магнетних трака на полупроводничку технологију уз резервне батерије.
Прве мисије шатла, почевши од новембра 1983. године, носиле су са собом GRiD Compass који се сматра једним од првих лаптоп рачунара. Надимак овог рачунара био је СПОК (SPOC, енгл. Shuttle Portable Onboard Computer). Да би могао да се употребљава током мисија шатла морао је да претрпи разне хардверске и софтверске измене које су касније преточене у верзије производа за тржиште. Током мисија је коришћен за праћење и приказ позиције шатла, приказивао је путању наредне две орбите, приказивао је одакле шатл има директну видљивост за комуникацију са станицама на Земљи, а показивао је и тачке на површини које су биле интересантне за фотографисање. GRiD Compass се продавао веома лоше јер је његова цена била око 8.000 долара, али је нудио ненадмашне перформансе за те димензије и масу. Агенција НАСА била је један од главних купаца.

#### Ознаке и обележја орбитера
Прототип орбитера Ентерпрајз првобитно је имао заставу САД на горњој површини левог крила и црна слова „“ на десном крилу. Назив „Ентерпрајз“ исписан је црним словима на вратима теретног простора, одмах изнад шарке и иза модула са посадом. На задњем крају врата теретног простора налазио се „црвић“ логотип агенције НАСА сиве боје. На задњем крају трупа орбитера, одмах изнад крила, налазио се натпис „United States“ црним словима, и мала застава САД испред њега.
Први оперативни орбитер, Колумбија, првобитно је имао исте ознаке као Ентерпрајз, уз изузетак слова „“ на десном крилу, која су била мало већа и размакнутија. Колумбија је такође имала површине обојене у црно које Ентерпрајз није имао – на предњем модулу реакционог система управљања, око прозора кокпита и на вертикалном репу, као и препознатљиве црне „образе“ на предњем делу горње површине крила које није имао ниједан други орбитер.
Са Чаленџером је установљена модификована шема ознака орбитера, која је касније примењена на Дискавери, Атлантис и Ендевор. Слова „USA“ црне боје налазила су се изнад заставе САД на левом крилу, док се „црвић“ логотип сиве боје налазио центриран изнад назива орбитера на десном крилу. Назив орбитера био је исписан не на вратима теретног простора, већ на предњем делу трупа, одмах испод и иза прозора кокпита. Тако је назив орбитера био видљив на фотографијама у орбити, када су врата теретног простора отворена.
Обележја на крилима Ентерпрајза су 1983. године промењена како би се поклапала са онима на Чаленџеру, док је „црвић“ логотип агенције НАСА на задњем крају врата теретног простора префарбан у црну боју. Неке црне ознаке су додате на нос, прозоре кокпита и вертикалан реп, како би што више личио на оперативне орбитере, али је назив „Ентерпрајз“ остао на вратима теретног простора, јер никада није постојала потреба да се она отварају. На орбитеру Колумбија назив је са врата премештен на предњи труп како би личио на остале орбитере након мисије СТС-61-C (током јаза у летовима између 1986. и 1988. год. када је цела флота шатлова приземљена након несреће Чаленџера), али је задржао првобитне ознаке на крилима све до последњег ремонта (након СТС-93), као и јединствене црне „образе“ до краја своје оперативне употребе.
Почевши од 1998. године ознаке и обележја оперативних орбитера су модификована како би укључила „ћуфта“ обележје агенције НАСА. Логотип „црвић“, који је агенција избацила из употребе, уклоњен је са врата теретног простора док је „ћуфта“ обележје додато иза текста „United States“ на задњем доњем крају трупа. „Ћуфта“ обележје је такође додато на лево крило, док се застава САД налазила изнад назива орбитера на десном крилу. Три оперативна орбитера – Атлантис, Дискавери и Ендевор, још носе оваква обележја као експонати у музеју. Орбитер Ентерпрајз прешао је у власништво Смитсонијан институције 1985. године, и није био под надлежношћу агенције НАСА када су се ове промене догодиле. Зато овај орбитер и даље носи ознаке из 1983. године, укључујући и назив орбитера на вратима теретног простора.

#### Надоградње
Спејс шатл је развијен током седамдесетих година 20. века, али су касније на њему извршене разне надоградње и измене како би се повећале перформансе, поузданост и сигурност. У унутрашњости нису вршене веће измене у односу на првобитан пројекат, тако да је шатл остао углавном исти, са изузетком унапређене авионике летелице. Поред овог унапређења, оригинални аналогни инструменти контролне табле замењени су модернијим ЛЦД дисплејима сличним онима који се користе у комерцијалним авионима новије генерације. Са почетком изградње МСС, унутрашња ваздушна комора орбитера замењена је екстерним системом за спајање, како би се на средњој палуби ослободио што већи простор за намирнице при летовима на МСС.
Главни мотори спејс-шатла (SSME) претрпели су неколико измена како би им се повећала поузданост и снага. Овим се објашњава изјава коментатора током полетања шатла: „Потисак главних мотора је 104 процента.“; ово није значило да мотори раде ван границе сигурности. Вредност од 100% важила је за прву верзију мотора. Међутим, током дугог процеса развоја мотора инжењери компаније Рокетдин установили су да мотори могу поуздано да раде на 104% потиска који је оригинално задат. НАСА је могла да прескалира вредности потиска, тако да нових 104% у ствари буде 100%. Да би се све то разјаснило било је потребно изменити велику количину претходне документације и софтвера, тако да је једноставније било задржати бројку од 104% потиска. Унапређења SSME означавана су као блокови – Блок I, Блок II, Блок IIА. Ова унапређења обезбедила су већу поузданост, лакше одржавање и ремонт након повратка из свемира, као и веће перформансе. На крају је достигнут ниво потиска од 109% са верзијом мотора Блок II из 2001. године. Максималан ниво потиска коришћен током номиналног лета био је 104%, док би се вредност од 106% и 109% користила само у случају нужде (прекида лета).
За прве две мисије шатла, СТС-1 и СТС-2, спољни резервоар био је офарбан у бело како би се заштитила изолација којом је обложена већина резервоара. Међутим, мање измене и додатна испитивања су показала да фарбање није неопходно. Уштеда на маси фарбе (приближно 272 kg) повећала је масу терета коју орбитер може да достави у орбиту. На маси се додатно уштедело уклањањем унутрашњих веза у резервоару са водоником које нису биле неопходне. Резултат ових уштеда на маси био је „лаки“ ET и ова верзија резервоара је коришћена на већини мисија шатла. За мисију СТС-91 први пут је употребљен „супер лаки“ ET. Ова верзија резервоара била је направљена од алуминијум-литијумске легуре 2195. Његова маса била је 3,4 тоне мања од последње верзије „лаког“ резервоара. Пошто шатл никада није летео без људске посаде, свако од ових унапређења тестирано је током оперативних летова.
Ракетни мотори на чврсто гориво (SRB) такође су унапређени током времена. Инжењери који су пројектовали моторе додали су трећи О-заптивач између сегмената након експлозије спејс-шатла Чаленџер. У плану је било још неколико измена SRB како би им се повећала сигурност и перформансе, али ниједна од тих измена није спроведена у дело. Планираним изменама би се дошло до простијег, јефтинијег, и вероватно сигурнијег и снажнијег унапређеног ракетног мотора на чврсто гориво (енгл. Advanced Solid Rocket Booster). Производња ових ракета почела је средином 90-их година како би се подржала изградња Међународне свемирске станице, али је убрзо обустављена ради уштеде новца након потрошених 2,2 милијарде долара. По обустављању даљег развоја ASRB кренуло се у развој супер лаког ET, чиме је повећана маса коју је орбитер могао да достави у орбиту, али тиме безбедност целокупног система није побољшана. Америчко ратно ваздухопловство је развило своју верзију лакшег једносегментног SRB, али ни та верзија није ушла у оперативну употребу.
Мисија СТС-70 је 1995. године одложена јер су детлићи направили рупе у изолационој пени резервоара. Од тада, НАСА је инсталирала пластичне мамце и балоне у облику сова, који су морали да се уклоне пред лансирање. Крхкост изолационе пене била је узрок оштећења Система за топлотну заштиту шатла (енгл. Thermal Protection System) – изолационих плочица које штите орбитер током уласка у атмосферу. НАСА је уверавала да, иако је изолација била главни кривац за несрећу орбитера Колумбија 2003. године, завршетак МСС у предвиђеном року неће бити угрожен.
Теретна верзија шатла, без људске посаде, предлагана је више пута током 80-их година, али ниједном није материјализована. Имала је назив Шатл C (енгл. Shuttle-C, Cargo), и могла је да лансира већу масу у орбиту на уштрб вишекратног коришћења компоненти. Трошкови развоја не би били велики јер би се већином користила постојећа технологија развијена за спејс-шатл. Један од предлога био је и да се теретни простор орбитера претвори у кабину за путнике са 30 до 72 седишта. Боравак у свемиру би трајао око три дана, а цена по седишту би износила око 1,5 милиона долара.
Током прве четири мисије спејс-шатла астронаути су носили модификована одела под притиском за летове на великим висинама, која су користили пилоти Америчког ратног ваздухопловства. Од петог лета, мисије СТС-5, па све до несреће орбитера Чаленџер, ношена су једноделна светлоплава номекс одела. Модификована, компактнија верзија првобитних одела враћена је у употребу 1988. године. Ова одела коришћена су све до 1995. г. када су замењена оделима под пуним притиском званим ACES (енгл. Advanced Crew Escape Suit – Унапређено одело за евакуацију посаде), која су подсећала на одела пројекта Џемини, али су била наранџасте боје.
Како би се продужило време које орбитер може да проведе спојен са МСС, уграђен је систем за пренос енергије између орбитера и орбиталне станице (енгл. Station-to-Shuttle Power Transfer System – SSPTS). Овај систем омогућавао је орбитерима да користе енергију коју производе фотонапонске ћелије станице како би сопствене залихе дуже трајале (орбитер је енергију добијао преко горивних ћелија). Систем SSPTS први пут је коришћен током мисије СТС-118.

#### Технички подаци
Спецификације орбитера (за Ендевор, OV-105):
- Дужина: 37,237 m
- Распон крила: 23,79 m
- Висина: 17,25 m
- Маса празног орбитера: 78.000 kg[32]
- Маса при полетању: 110.000 kg
- Максимална маса при слетању: 100.000 kg
- Маса повратног терета: 14.400 kg[33]
- Максимална маса терета: 25.060 kg
- Капацитет у НЗО: 24.310 kg
- Капацитет у ГТО: 3.806 kg
- Капацитет у поларну орбиту: 12.700 kg

Напомена – капацитет је зависио од верзије резервоара која је коришћена (обичан, лаки или супер лаки).
- Димензије теретног простора: 4,6 x 18 m
- Надморска висина: 190 до 960 km
- Брзина: 7,743 km/s (27.870 km/h)
- Први степен (SSME са ET)
  - Главни мотори: три Рокетдин SSME (Блок II), сваки са потиском на нивоу мора од 1,752 MN на 104%
  - Потисак (при полетању, ниво мора,104%, сва три SSME заједно): 5,255 MN
  - Специфични импулс: 455 s
  - Време горења: 480 s
  - Гориво: течни кисеоник/водоник
- Други степен
  - Мотори: два ОМС
  - Потисак (укупан, у вакууму): 53,4 kN
  - Специфични импулс: 316 s
  - Време сагоревања: 1.250 s
  - Гориво: ММХ/N2O4
  - Посада: варира – први летови шатла имали су најмање двочлану посаду; многе касније мисије петочлану посаду. До краја програма, типично је летело седморо астронаута: командир, пилот и пет специјалиста мисије. У два наврата летело је осам астронаута (СТС-61-А и СТС-71). У случају нужде у орбитер је могло да се смести највише 11 астронаута.

Спецификације ET (за супер лаку верзију):
- Дужина: 46,9 m
- Пречник: 8,4 m
- Запремина горива: 2.025.000 литара
- Маса празног резервоара: 26.535 kg
- Маса пуног резервоара: 756.000 kg

Спецификације SRB:
- Дужина: 45,46 m[31]
- Пречник: 3,71 m[31]
- Маса празне ракете: 68.000 kg[31]
- Маса пуне ракете: 571.000 kg[34]
- Потисак (при полетању, ниво мора, по мотору): 12,5 MN
- Специфични импулс: 269 s
- Време сагоревања: 124 s

Спецификације „Стека“:
- Висина: 56 m
- Маса при полетању: 2.000.000 kg
- Укупан потисак: 30,16 MN (38.800.000 коњских снага)

## Профил мисије

#### Лансирање
Све мисије програма спејс-шатла лансиране су са свемирског центра Кенеди на Флориди. Временски услови који су се узимали у обзир за лансирање били су: падавине, температура, облачност, осветљеност, ветар и влажност ваздуха. Спејс-шатл није лансиран при условима у којима је могло да дође до удара муње. Авионе често погађа муња, али без већих последица јер се наелектрисање каналише кроз проводну конструкцију летелице која није уземљена. Као и већина комерцијалних авиона, и шатл је већином био направљен од алуминијума који је по својој природи проводник. Ово би у теорији било довољно да се заштите унутрашњи системи летелице. Међутим, по полетању шатл је за собом остављао дуг облак дима који потиче од ракетних мотора на чврсто гориво, тако да је овај облак могао да обезбеди пут до земље наелектрисању и изазове атмосферско пражњење. Правило наковња агенције НАСА при лансирању шатла прописивало је да гомиласто-кишни наковњаст облак (лат. Cumulonimbus incus) не сме постојати на растојању мањем од 18 km до лансирне рампе. У случају да неки од задатих параметара није задовољен, официр за временске услове би јавио контроли лансирања да критеријуми временских услова нису задовољени, али одбројавање није заустављано све док је постојала шанса да ће се услови поправити. У случају да официр за временске услове да прогнозу у којој су критеријуми нарушени и у време лансирања, контрола би зауставила одбројавање и одредила ново време полетања (у складу са временском прогнозом).
 Поред повољних услова око Кенедија, временски услови су морали да буду повољни и на макар једном од места за слетање у случају прекида лета која су се налазила са друге стране Атлантика, као и у подручју океана где падају SRB. Шатл би највероватније прошао без икаквих последица у случају удара муње, али та појава је проузроковала проблеме током полетања мисије Аполо 12, па је из предострожности НАСА решила да се шатл не лансира ако постоји могућност да дође до удара муње.
Спејс-шатлови нису лансирани крајем децембра, јер би то значило да би Нову годину провели у свемиру (овај феномен је био познат као YERO – енгл. Year-End RollOver). Софтвер шатла, креиран крајем седамдесетих година прошлог века, није у себи садржао решење за овај догађај, па би рачунари орбитера морали да се ресетују при промени године што је могло да доведе до квара на летелици. Инжењери агенције НАСА су 2007. године осмислили решење, тако да је шатл могао да пређе преко ове промене без проблема.
На дан лансирања, након последње паузе у одбројавању на Т–минус 9 минута, шатл је пролазио кроз последње припреме пред лансирање, а одбројавање је аутоматски контролисао лансирни секвенцер (енгл. Ground Launch Sequencer, GLS) – софтвер унутар контролног центра лансирања. Овај софтвер и зауставио одбројавање у случају да детектује било какав проблем са неким од система на шатлу. GLS је предавао контролу над одбројавањем рачунарима унутар шатла 31 секунду пре полетања, и овај процес познат је под називом Почетак аутоматске секвенце (енгл. Auto sequence start).
На Т–минус 16 секунди систем за пригушење звука почињао је да залива мобилну лансирну платформу и ровове испод SRB са 1.300 m³ воде, како би се орбитер шатла заштитио од акустичне енергије и издувних гасова ракетних мотора који су се одбијали од MLP и ровова током полетања. При полетању спејс-шатла ниво звука је износио око 215 dB.
На Т–минус 10 секунди активирао се систем за паљење гасова који се скупљају у околини млазница ракетних мотора. Овај систем се састојао из три уређаја који су бацали варнице ка све три млазнице мотора. Уколико се ови гасови не уклоне могло је да дође до погрешних очитавања сензора за притисак, па самим тим и експлозије током паљења мотора. Понекад се погрешно тумачи улога овог система и мисли се да варнице пале три главна мотора шатла. Међутим, сваки мотор поседује сопствени упаљач унутар млазнице који у ствари пали гориво. Турбопумпе главних мотора су у овом тренутку (Т–минус 10 секунди) почињале да пуне коморе за сагоревање течним кисеоником и течним водоником. Рачунари би након тога реаговали и започели фазу паљења главних мотора.
Три главна мотора (SSME) паљени су на Т–минус 6,6 секунди. Мотори су паљени секвенцијално, преко рачунара опште намене шатла, на размаку од 120 ms. Рачунари су захтевали да мотор достигне 90% номиналног потиска како би поставили млазнице мотора у конфигурацију за полетање. Када су мотори упањени, вода из система за ублажавање звука претварала се у велики облак паре која је излазила ка југу под великим притиском. Сва три SSME морала су да достигну 100% номиналног потиска у року од 3 секунде, иначе би рачунари прекинули лансирање. Уколико су рачунари детектовали номиналну вредност потиска, на Т–минус 0 секунди активирано је 8 експлозивних вијака који су причвршћивали шатл за лансирну платформу и у том тренутку су паљена два ракетна мотора са чврстим горивом. Након паљења ових мотора шатл је морао да полети, јер SRB нису могли да се угасе након полетања све док не потроше сво гориво. Облак издувних гасова који су стварали SRB излазио је из рова у смеру севера и кретао се скоро брзином звука, стварајући ударне таласе који су били видљиви на успореним снимцима лансирања. При паљењу мотора рачунари опште намене спроводили су секвенце паљења преко Главног контролера догађаја (енгл. Master Events Controller), компјутерског програма који је био интегрисан у рачунарском софтверу. Постојале су многе процедуре за хитне случајеве (режими прекида) како би се обухватили сви могући откази током лансирања. Многе од ових процедура бавиле су се отказима главних мотора, јер су они били најсложенија компонента система. Након несреће орбитера Чаленџер извршене су многе измене режима прекида како би се повећала сигурност.
По паљењу главних мотора, а док су мотори на чврсто гориво још увек били причвршћени за лансирну платформу, потисак који су стварала три SSME чинио је да се цео „стек“ (орбитер, ET и SRB) из перспективе астронаута у кокпиту зањише надоле за 2 метра. Ово кретање називано је „климање главом“ у жаргону агенције НАСА. Затим су се ракетни мотори на чврсто гориво извили назад у свој првобитни положај, па чак и мало преко строге вертикале у другу страну. Цео овај процес трајао је приближно шест секунди. У тренутку када су се SRB вратили у вертикалан положај, они су паљени и шатл је узлетао. Контролни центар мисије у Свемирском центру Џонсон преузимао је контролу лета након што су SRB прошли лансирни торањ.
Убрзо након полетања, шатл је започињао маневар којим се орбитер извртао „на леђа“, док су крила била поравната са лансирном рампом. Шатл је већи део лета проводио у овој оријентацији, гледано у односу на Земљу орбитер се налазио испод спољњег резервоара. Ова оријентација омогућавала је мањи нападни угао који је био повољан за аеродинамичка оптерећења која је шатл трпео током проласка кроз област високог динамичког притиска. Овим се постизао нето позитиван фактор оптерећења, али се и омогућавало посади да користи површину Земље као референту тачку за оријентацију. Угао путање по којој се кретао шатл је са порастом висине био све мањи и мањи, док је убрзање расло јер је количина горива у ET и SRB била све мања. Да би се дошло до ниске Земљине орбите потребно је много више хоризонталног од вертикалног убрзања. Међутим, са Земље се није чинило да је тако јер је шатл узлетао вертикално са лансирне рампе и излазио је из видокруга током већег дела хоризонталног лета. Брзина при приближно кружној орбити на 380 km надморске висине (на којој се налази МСС) износи 7,68 km/s, или 27.650 km/h, што је еквивалентно брзини од 23 маха на нивоу мора. Пошто инклинација орбите МСС износи 51,6°, шатл је морао да постигне исту инклинацију како би дошао у позицију да се споји са МСС.
Око тренутка током полетања, који се називао Max Q, где су на шатл деловале највеће аеродинамичке силе, потисак главних мотора смањивао се на 72% номиналног како би се избегла превелика напрезања орбитера, нарочито на осетљивим деловима попут крила. У овом тренутку јављао се феномен познат као Прандл-Глоретов сингуларитет, где се формирао облак кондензације око шатла током преласка у надзвучну брзину. Овај феномен је нестајао неколико секунди касније, када се шатл попео не већу надморску висину, на којој је мањи атмосферски притисак. На Т+70 секунди потисак мотора се поново повећавао на максималну вредност од 104%.
На Т+126 секунди након полетања, активирани су експлозивни вијци који су причвршћивали ракетне моторе на чврсто гориво за спољни резервоар, а мале ракете за одвајање одгуривале су их у страну од остатка летелице. SRB су падали у океан одакле су транспортовани бродовима на копно ради рехабилитације и поновног коришћења. По одвајању SRB, шатл је убрзавао уз помоћ три главна мотора који су обезбеђивали укупан потисак од 5,25 MN. У овој фази лета шатл је имао однос масе и потиска мањи од један, што значи да главни мотори нису имали довољно потиска да превазиђу гравитациону силу и вертикална брзина коју су обезбедили SRB почела је привремено да опада. Међутим, наставком сагоревања маса горива се све више смањивала, тако да је однос масе и потиска поново био већи од један и шатл је настављао да убрзава ка орбити.
У наставку лета, шатл је уз помоћ главних мотора одржавао оријентацију и добијао на висини, док је хоризонталним убрзањем повећавао брзину до орбиталне. Око 5 минута и 45 секунди након узлетања са лансирне рампе, директне комуникационе везе орбитера са Земљом су почињале да слабе, па је зато шатл променио позицију тако да се налази изнад резервоара у односу на Земљу. Овако је орбитер могао да настави комуникацију са контролом мисије преко TDRS (енгл. Tracking and Data Relay Satellite) сателита који се налазе у вишој орбити.
Напослетку, током последњих 10 секунди рада главних мотора, маса возила се толико смањила да је потисак мотора морао да се смањи како би се убрзање ограничило на 3 g (29,34 m/s²), и то се примарно радило због удобности астронаута. Приближно осам минута по полетању, главни мотори шатла су гашени.
Главни мотори гашени су пре него што се потроши сво гориво у резервоару, јер би рад мотора „на суво“ (без дотока горива) уништио мотор. Довод кисеоника прекидан је пре довода водоника, јер је мотор лоше реаговао на другачије модове гашења (течни кисеоник уме нагло да реагује, и подстиче сагоревање када дође у контакт са врелим металним површинама унутар мотора). Спољни резервоар се одвајао активирањем експлозивних вијака који су га причвршћивали за орбитер. Већи део конструкције резервоара се дезинтегрисао по уласку у атмосферу, мада су неки делови могли да „преживе“ и падну у океан (Индијски или Тихи, зависно од профила лансирања). Затварање цевовода унутар резервоара и уз недостатак система за ослобађање притиска осигуравало је да ће се резервоар распасти када наиђе на гушћи део атмосфере. Након сагоревања изолационе пене, велика топлота проузроковала је испаравање преосталог горива у резервоарима. Притисак унутар резервоара растао је све до критичне тачке када је долазило до експлозије. Овим се осигуравало да, чак и ако неки делови резервоара „преживе“ улазак у атмосферу, они буду довољно мали да не представљају већу опасност.
Да орбитер не би пао назад у атмосферу заједно са ET, мотори ОМС-а су коришћени како би се повећао перигеј даље од гушћег дела атмосфере. Током неких мисија, нпр. мисија на МСС, мотори ОМС-а су коришћени заједно са главним моторима шатла током последње фазе лета. Орбитер се након гашења главних мотора оријентисао за повратак на Земљу. Ово је рађено из два разлога. Први је да би се спољни резервоар по одвајању вратио у атмосферу и изгорео. Други разлог је сигурност – ако дође до квара на моторима ОМС-а, или врата теретног простора из неког разлога не буду могла да се отворе, орбитер се већ налазио на путањи која га враћа на Земљу.

##### Праћење лансирања
Полетање спејс-шатла праћено је у три фазе:
- праћење кратког домета (од 7 секунди пре полетања, до 57 секунди након полетања)
- праћење средњег домета (од 7 секунди пре полетања, до 110 секунди након полетања)
- праћење дугог домета (од 7 секунди пре полетања, до 165 секунди након полетања)

За праћење кратког домета коришћено је 22 камере са филмом од 16  на мобилној лансирној платформи и 8 камера са филмом од 16 mm на фиксној структури за сервисирање. Поред тога, коришћене су четири камере велике брзине које су биле фиксиране на ободу лансирног комплекса, и још 42 камере на различитим местима у близини лансирне рампе. Свеукупно, за ову фазу коришћено је укупно 76 камера.
- "Best of the Best" Provides New Views, Commentary of Shuttle Launches — снимци са инжењерских камера (Youtube)

За праћење средњег домета коришћене су даљински управљане камере специјално конструисане за праћење покретних објеката. Ове камере биле су лоциране унутар лансирног комплекса и на још шест локација дуж обале, северно и јужно од лансирног комплекса. Ове камере снимале су 100 филмских кадрова у секунди и биле су опремљене сочивима од 800 mm. На свакој локацији налазило се више оваквих камера, јер је једна могла да ради само 4–10 секунди због ограничене количине филма која је била доступна.
За праћење дугог домета коришћене су камере монтиране на спољни резервоар, ракетне моторе на чврсто гориво, као и на самом орбитеру, које су уживо слале видео контроли мисије и тако обезбеђивале виталне информације о крхотинама које су се повремено јављале током лансирања (у већини случајева те крхотине биле су делови изолације ET). Поред ових камера на самом шатлу, на Земљи су коришћене посебне камере за праћење великог домета. Ове камере контролисали су професионални фотографи. Једна од камера налазила се на плажи Плајалинда („Прелепа плажа“ у преводу са шпанског), док је девет других камера било размештено дуж обале, од места Понс Инлет 61  северно, до ваздухопловне базе Патрик која се налази 37 km јужно од СЦ Кенеди. Додатна мобилна камера за праћење била је стационирана на острву Мерит током лансирања. Додатних десет камера високе резолуције (HD) коришћено је за прикупљање података о полетању за инжењере и за пренос уживо широј јавности путем канала НАСА ТВ и HDNet.
Број камера значајно је увећан, а многе постојеће камере су модернизоване, на препоруку одбора за истрагу несреће орбитера Колумбија, како би се прикупило што више података о потенцијалним крхотинама током лансирања. Крхотине су праћене и помоћу два Доплерова радара са рендгенским зрацима, од којих се један налазио на броду Либерти стар (енгл. Liberty Star) који је коришћен за повратак SRB, стационираном североисточно од лансирне рампе, док се други радар налазио на броду стационираном јужно од лансирне рампе. Поред свих ових камера, током прве две мисије након несреће Колумбије два извиђачка авиона WB-57 опремљена HD и инфрацрвеним камерама кружила су на 18.000 метара у близини путање шатла како би се обезбедила што боља покривеност из свих углова. СЦ Кенеди такође је уложио скоро три милиона долара у модернизацију система за дигиталну видео–анализу, како би се што боље препознале и пратиле крхотине током лансирања.

#### У орбити
По уласку у орбиту, орбитер се типично налазио на надморској висини од 322 km, а у појединим мисијама на висини од преко 650 km. Током осамдесетих и деведесетих година 20. века већина мисија бавила се научним истраживањима агенција НАСА и ЕСА, или лансирањем разних сателита и свемирских сонди. Крајем деведесетих и почетком 21. века мисије шатла већином су се бавиле изградњом и сервисирањем Међународне свемирске станице, а не лансирањем сателита (сателити се данас већином лансирају на вишестепеним, потрошним ракетама попут ракета Атлас V или Делта IV, које су далеко јефтиније од шатла). Већином су мисије трајале од два дана до две недеље, мада су дуже мисије биле могуће коришћењем система за дужи боравак у орбити, или ако је орбитер био спојен са МСС.
|  |  |  |  |

#### Повратак у атмосферу
Скоро целу процедуру повратка спејс-шатла у атмосферу, осим спуштања стајног трапа и активирања сонди за мерење атмосферског притиска, у номиналним условима извршавао је рачунар орбитера. Међутим, у случају неког квара, цела процедура повратка у атмосферу могла је да се одради ручно. Фазу приласка и слетања могао је да контролише аутопилот, али су обично пилот и ко-пилот преузимали контролу над орбитером. Процедура повратка у атмосферу започињала је паљењем два мотора ОМС-а. Орбитер је током овог паљења био изврнут „на леђа“ (топлотни штит био је окренут од површине Земље) и летео је у рикверц, тј. уназад, тако да је потисак мотора био усмерен супротно од орбиталне путање. Након троминутног рада мотора, који су у вакууму стварали потисак од 53,4 kN, брзина орбитера смањила се за око 320 km/h. Као резултат овог смањивања брзине перигеј орбите спустио се у горње слојеве атмосфере. Затим је оријентација орбитера поново промењена, тако што је млазницама реактивног погона „нос“ гуран надоле из перспективе астронаута (у односу на површину Земље то је било нагоре, јер је орбитер био изврнут „на леђа“). Ово троминутно паљење мотора ОМС-а вршено је када се орбитер налазио отприлике са супротне стране Земље у односу на место слетања.
Орбитер је наилазио на значајнију густину ваздуха доње атмосфере на висини од 120 km, крећући се у том тренутку брзином од око 25 Маха (8.200 m/s, или 30.000 km/h). Кретање орбитера кроз све гушћу атмосферу контролисано је млазницама RCS-а, али и маневарским површинама које су добијале све већу улогу (док су у вакууму свемира биле неупотребљиве). Орбитер је оријентисан тако да му предњи део (нос) буде подигнут 40° у односу на линију кретања. Тиме се стварао велики отпор ваздуха, не само да би се орбитер успорио на одговарајућу брзину за слетање, већ и да би се смањило загревање при уласку у атмосферу. Како је орбитер наилазио на већу густину ваздуха све се више понашао као једрилица, а све мање као свемирски брод. Да се кретао праволинијском путањом при уласку у атмосферу, угао носа од 40° би узроковао да се угао падања ка Земљи изравња (тако да се орбитер креће паралелно са површином Земље), или чак повећа (тако да надморска висина крене поново да расте). Орбитер је због тога изводио неколико четворостепених скретања у облику слова S, од којих је сваки трајао по неколико минута. Свако од ових скретања у страну вршено је под углом од 70°, док се притом одржавао угао носа од 40°. На овај начин брзина се смањивала кретањем у страну, а не нагоре. Ови маневри извођени су при „најврелијој“ фази уласка у атмосферу, када је топлотни штит био усијан од топлоте, и када су g-силе биле највеће. До завршетка последњег од ових маневара, трансформација у једрилицу била је скоро потпуна. Пилот је изравнао крила орбитера са хоризонтом и спустио нос летелице за плитко понирање чиме је започео прилаз ка месту слетања.
|  |  |  |  |

Максималан однос узгона и отпора ваздуха орбитера значајно је варирао са брзином кретања – од 1:1 при хиперсоничним брзинама, 2:1 при суперсоничним брзинама, до 4,5:1 при супсоничним брзинама којим се орбитер кретао током завршног приласка и слетања.
У доњој атмосфери орбитер се понашао као класична једрилица, али је имао значајно већу брзину понирања (падања) – преко 50 m/s (180 km/h). При брзини од приближно 3 Маха посада је активирала две сонде за мерење атмосферског притиска које су се налазиле на левој и десној страни предњег дела трупа (као код путничких и теретних авиона).

##### Завршни прилазак и слетање
На почетку фазе приласка и слетања, орбитер се налазио на 3.000 метара надморске висине, 12 km од писте за слетање. Пилоти су прво активирали аеродинамичке кочнице које су помагале да се брзина орбитера смањи са 680  на приближно 346 km/h при слетању (што је много више од 260 km/h – брзине при којој слећу путнички авиони). Стајни трап спуштан је док се орбитер кретао брзином од око 430 km/h.
По слетању, како би се орбитер што лакше зауставио, поред кочница на точковима стајног трапа отваран је и падобран пречника 12 метара који се налазио у вертикалном репу. Падобран се отварао након контакта главних или носних точкова са пистом, зависно од изабраног мода активирања падобрана, при брзини од 343 km/h. Овај падобран одбацивао се када је брзина орбитера пала испод 110 km/h.
|  |  |  |  |

 Медији везани за чланак слетањима спејс-шатла на Викимедијиној остави

#### Обрада орбитера по слетању
Орбитер је након слетања остајао на писти неколико сати како би се топлотни штит и остале површине летелице охладиле. Посебно обучени тимови људи први су прилазили орбитеру како би испитали предњи и задњи део на присуство водоника, хидразина, монометилхидразина, азот тетроксида и амонијака – све ово су горива и нуспроизводи који се јављају при раду ракетних мотора, млазница RCS-а и три агрегата за покретање мотора орбитера. Уколико се детектује водоник, прогласило би се ванредно стање, сви системи орбитера били би погашени и сви тимови и особље би се повукли на сигурну удаљеност. У акцију би ступио конвој од 25 наменски преправљених возила, заједно са 150 обучених инжењера и техничара. Они би пришли орбитеру и прикачили црева за издувавање токсичних гасова из система за снабдевање горивом и теретног простора орбитера. Овај процес би био завршен 45–60 минута након слетања. Када је орбитер проглашен безбедним, први би у њега ушао летачки хирург како би обавио основне медицинске прегледе посаде пред искрцавање. По изласку посаде из орбитера, одговорност за орбитер је прелазила са свемирског центра Џонсон на свемирски центар Кенеди.
Уколико се мисија завршила слетањем на писту ваздухопловне базе Едвардс у Калифорнији, Вајт Сендс свемирску луку у Новом Мексику, или било коју другу локацију коју би орбитер користио ако је писта СЦ Кенеди недоступна, након основне обраде по слетању орбитер би био транспортован до Флориде на леђима летелице за превоз шатла (измењен Боинг 747). Са писте СЦ Кенеди орбитер се одвлачио 3,2 km преко приступних путева, које иначе користе аутобуси и возила запослених у центру, до зграде за обраду орбитера. У тој згради техничари би провели неколико месеци припремајући орбитер за наредни лет у свемир.

#### Места за слетање
НАСА је увек преферирала да орбитер слети на писту СЦ Кенеди. Уколико због временских прилика слетање на Флориди није било могуће, слетање је: могло да се одложи док се услови не поправе, могло је да се слети на писту ваздухопловне базе Едвардс у Калифорнији, или да се слети на једну од многих локација широм света за ванредне околности. Међутим, слетање било где осим на СЦ Кенеди значило је да се за транспорт орбитера до Флориде мора користити летелица за превоз шатла. НАСА се увек трудила да то избегне због додатних трошкова и кашњења у припреми орбитера за следећу мисију. Орбитер Колумбија (мисија СТС-3) једном је слетео на песковиту писту исушеног језера у оквиру Вајт Сендс свемирске луке у Новом Мексику, али је ова опција била најмање пожељна јер су научници и инжењери агенције НАСА веровали да би песак могао да оштети спољашње површине орбитера. Касније је утврђено да песак ипак није толика опасност, па је неколико мисија слетело на сличну писту ваздухопловне базе Едвардс. Постојала су многа алтернативна места за слетање широм света која никада нису употребљена.

#### Елементи ризика
Пример анализе техничких ризика за једну СТС мисију је SPRA итерација 3.1 највећих елемената ризика за мисију СТС-133:
1. удари орбиталних микро-метеоридних крхотина (енгл. Micro-Meteoroid Orbital Debris)
2. квар чији је узрок SSME, или квар на самом SSME-у
3. оштећење топлотног штита крхотинама током полетања, чиме би дошло до катастрофалних структурних оштећења у орбити или при уласку у атмосферу
4. грешка посаде при уласку у атмосферу
5. квар мотора који одгурују SRB од ET по одвајању
6. квар на резервоарима унутар репног дела орбитера који садрже складиштен гас под високим притиском

Студија о процени ризика, коју је интерно спровела НАСА, објављена крајем 2010. године, закључила је да је агенција озбиљно потценила ниво ризика који је укључен при летовима спејс-шатла. У извештају се наводи да је током првих девет летова шатла вероватноћа да ће се десити катастрофалан квар система износила чак 11,1%. Унапређења безбедносних система након тих мисија значајно су умањила могућност да до квара дође, тако да је та вероватноћа касније спала на око 1%.

## Историја флоте
Испод се налази списак битнијих догађаја свих орбитера спејс-шатла.
| Датум                  | Орбитер    | Догађај / напомене |
| ---------------------- | ---------- | --- |
| 17. септембар 1976. г. | Ентерпрајз | Прототип спејс-шатла Ентерпрајз први пут је приказан јавности испред зграде у којој је конструисан, у јужној Калифорнији. Испред се окупило неколико хиљада људи. Догађају су присуствовали и глумци популарне серије Звездане стазе. |
| 18. фебруар 1977. г.   | Ентерпрајз | Први лет. Причвршћен за летелицу за транспорт шатла током целог лета. |
| 12. август 1977. г.    | Ентерпрајз | Први слободан лет. Поклопац на репу. Слетање на исушено језеро. |
| 12. октобар 1977. г.   | Ентерпрајз | Трећи слободан лет. Први без поклопца на репу. Слетање на исушено језеро. |
| 26. октобар 1977. г.   | Ентерпрајз | Последњи слободан лет Ентерпрајза. Прво слетање на бетонску писту ваздухопловне базе Едардс. |
| 12. април 1981. г.     | Колумбија  | Први лет Колумбије. Први орбитални опитни лет. СТС-1 |
| 11. новембар 1982. г.  | Колумбија  | Први оперативни лет спејс-шатла. Прва мисија са 4 астронаута. СТС-5 |
| 4. април 1983. г.      | Чаленџер   | Први лет Чаленџера. СТС-6 |
| 30. август 1984. г.    | Дискавери  | Први лет Дискаверија. СТС-41-D |
| 3. октобар 1985. г.    | Атлантис   | Први лет Атлантиса. СТС-51-J |
| 30. октобар 1985. г.   | Чаленџер   | Први пут посаду је чинило 8 астронаута. СТС-61-А |
| 28. јануар 1986. г.    | Чаленџер   | Експлозија 73 секунде након полетања. Свих седам чланова посаде је погинуло. СТС-51-L |
| 29. септембар 1988. г. | Дискавери  | Прва мисија после несреће Чаленџера. СТС-26 |
| 4. мај 1989. г.        | Атлантис   | Прва мисија спејс-шатла којом је лансирана међупланетарна сонда, Магелан. СТС-30 |
| 24. април 1990. г.     | Дискавери  | Лансирање свемирског телескопа Хабл. СТС-31 |
| 7. мај 1992. г.        | Ендевор    | Први лет Ендевора. СТС-49 |
| 19. новембар 1996. г.  | Колумбија  | Најдужа мисија спејс-шатла – 17 дана 15 сати. СТС-80 |
| 4. децембар 1998. г.   | Ендевор    | Прва мисија на МСС. СТС-88 |
| 11. октобар 2000. г.   | Дискавери  | Стота мисија програма Спејс-шатл. СТС-92 |
| 1. фебруар 2003. г.    | Колумбија  | Орбитер Колумбија распао се при повратку у атмосферу. СТС-107. Погинуло свих седам чланова посаде. |
| 25. јул 2005. г.       | Дискавери  | Прва мисија после несреће Колумбије. СТС-114 |
| 11. мај 2009. г.       | Атлантис   | Последња мисија сервисирања Хабловог свемирског телескопа. СТС-125 |
| 5. април 2010. г.      | Дискавери  | Последње ноћно лансирање. СТС-131 |
| 24. фебруар 2011. г.   | Дискавери  | Последњи лет Дискаверија. СТС-133 |
| 16. мај 2011. г.       | Ендевор    | Последњи лет Ендевора. СТС-134 |
| 8. јул 2011. г.        | Атлантис   | Последњи лет Атлантиса и последњи лет програма Спејс-шатл. СТС-135 |

Извори: Списак лансирања и архива спејс-шатла агенције НАСА.

#### Несреће
Орбитер Чаленџер експлодирао је 28. јануара 1986. године, 73 секунде по полетању, услед квара на десном ракетном мотору на чврсто гориво. Погинуло је свих седам чланова посаде. Узрок несреће било је оштећење прстенастог заптивача услед ниских температура. Ови заптивни прстенови су виталне компоненте које се налазе између сегмената SRB и задржавају вреле издувне гасове унутар кућишта ракете. Оштећење овог заптивача узроковало је да врели гасови прођу између сегмената и прогоре кућиште суседног спољњег резервоара, који је затим експлодирао. НАСА је игнорисала упозорења инжењера који су изразили забринутост због мањка података о сигурности заптивних прстенова при температурама нижим од 12 °C.
Орбитер Колумбија експлодирао је при повратку у атмосферу 1. фебруара 2003. године, због оштећења насталог при полетању када је парче изолационе пене отпало са ET, ударило у нападну ивицу левог крила и направило рупу у изолационој плочи. Свих седам чланова посаде је погинуло. Инжењери из контроле мисије упутили су три одвојена захтева за прегледање снимака са камера министарства одбране високе резолуције, како би се боље утврдио обим штете. Уз то, инжењер агенције НАСА задужен за термални заштитни систем захтевао је да се астронаутима одобри излазак у отворени свемир како би извршили инспекцију крила. Међутим, менаџери агенције НАСА умешали су се и одбили помоћ министарства одбране, а затим су одбили и захтев за излазак астронаута у свемир. Овим је искључен сваки могући сценарио о поправци од стране астронаута, или потенцијалној спасилачкој мисији орбитером Атлантис.

## Пензионисање
НАСА је повукла спејс-шатл из употребе 2011. године, након 30 година активне службе. Спејс-шатл био је замишљен и јавности презентиран као „свемирски камион“, који би између осталог био коришћен за изградњу америчке свемирске станице у ниској Земљиној орбити почетком деведесетих година 20. века. Када је америчка свемирска станица интегрисана у пројекат Међународне свемирске станице, који је патио од дугих одлагања и честих промена конфигурације, оперативна употреба шатла продужавана је неколико пута до 2011. године, тако да је шатл био у служби 15 година дуже него што је то било предвиђено. Од преостала три орбитера у употреби Дискавери је први пензионисан.
Последња мисија спејс-шатла првобитно је била заказана за 2010. годину, али је програм касније продужен до јула 2011. г. када је Мајкл Сафердини, у агенцији НАСА задужен за програм МСС, објавио да је потребна једна додатна мисија у 2011. за доставу опреме на МСС. Последњу посаду шатла чинила су само четири астронаута – Кристофер Фергусон (командир), Даглас Харли (пилот), Сандра Магнус (1. специјалиста мисије) и Рекс Велхајм (2. специјалиста мисије). Они су обавили 135. и последњу мисију спејс-шатла орбитером Атлантис, који је лансиран 8. јула 2011. године, а слетео 21. јула 2011. г. у 9.57 UTC на писту СЦ Кенеди.

#### Расподела орбитера и друге опреме
НАСА је објавила да ће по завршетку програма спејс-шатла преостале орбитере преместити у образовне установе и музеје. Свака установа или музеј, који су били заинтересовани да удоме орбитер, били су обавезни да плате трошкове припреме и транспорта орбитера до изложбеног простора. Ови трошкови износили су 28,8 милиона долара. Двадесет музеја из свих делова САД пријавили су се да удоме један од пензионисаних орбитера. НАСА је такође школама и универзитетима учинила доступне плочице топлотног штита орбитера. Свака плочица коштала је 25 долара. Око 7.000 плочица било је доступно за продају, с тим што је свака институција могла да купи само по један примерак.
НАСА је 12. априла 2011. године објавила коначан избор локација за смештај орбитера:
- Атлантис је изложен у делу за посетиоце свемирског центра Кенеди, близу Кејп Канаверала на Флориди. Достављен је 2. новембра 2012. године.
- Дискавери је достављен 19. априла 2012. г. Удвар-Хејзи центру Националног музеја авијације и космонаутике у Шантилију (Вирџинија), близу Вашингтона. Дискавери је превезен на леђима летелице за транспорт шатла у пратњи авиона Т-38 Талон агенције НАСА. Овај, последњи лет Дискаверија обављен је 17. априла 2012. г. Модииковани Боинг 747 је са орбитером на леђима извршио прелет изнад Вашингтона и шире околине око 10.00 и слетео је на аеродром Далес око 11.00. Прелет и слетање свеобухватно су праћени од стране националних медија.

- Ендевор је достављен Калифорнијском научном центру у Лос Анђелесу 14. октобра 2012. године. Слетео је на међународни аеродром у Лос Анђелесу 21. септембра 2012. г. након дводневног путовања преко целе државе на леђима летелице за транспорт шатла. Успутне станице од СЦ Кенеди на Флориди биле су Елингтон филд у Хјустону, војна база Бигс у Ел Пасу и Драјденов центар за ваздухопловна истраживања у бази Едвардс (Калифорнија).
- Ентерпрајз, орбитер за атмосферска испитивања, био је изложен у Удвар-Хејзи центру, али је премештен у Интрепид ваздухопловни музеј у Њујорку средином 2012. године.[28]
- Експлорер (данас Индипенденс), макета орбитера у пуној величини са опремљеним ентеријером, који је био изложен у центру за посетиоце СЦ Кенеди, достављен је баржом до Џонсоновог свемирског центра у Хјустону, а касније је изложен у Свемирском центру Хјустон.

Опрема која се користила за симулациони тренинг главне и средње палубе орбитера пренета је из Џонсоновог свемирског центра у Национални музеј авијације и космонаутике и у Национални музеј Америчког ратног ваздухопловства. Детаљна макета трупа орбитера, која садржи теретни простор и реп, али не крила, премештена је у Музеј летења у Сијетлу. Симулатор из постројења за симулацију мисије и тренинг премештен је у Адлеров планетаријум у Чикагу, док је симулатор кретања премештен у Колеџ Стејшон. Остали симулатори коришћени за тренирање астронаута премештени су у музеје у местима Старк и Хемптон.
У августу 2011. године канцеларија главног инспектора агенције НАСА објавила је „Ревизију одабира локација на којима ће бити изложени орбитери спејс-шатла“. У овој ревизији наводе се четири главне ставке:
- „одлуке агенције НАСА везане за размештање орбитера биле су резултат процеса спроведеног унутар агенције, при ком се наглашавало да орбитери пре свега треба да буду смештени у институције у којима ће највећи број људи бити у прилици да их посети“;
- „тим је направио неколико грешака током процеса евалуације, укључујући ту и оне које би резултовале у нерешеном скору између музеја Интрепид, комплекса за посетиоце Кенедија и Националног музеја АРВ у Дејтону“;
- „нема доказа да је препорука тима или одлука администратора донесена под било каквим политичким утицајима или да је било некаквог неправилног разматрања“;
- „поједине одлуке агенције НАСА донесене током процеса евалуације, посебно одлука да се неки аспекти избора руководе као да је у питању надметање, али и да се одлука о изабраним локацијама објави тек у априлу 2011. г. (више од две године након што су сви захтеви предати), могле су да ставе додатни притисак на агенцију и чланове тима за евалуацију док су радили на одлуци где ће орбитери бити изложени“.

Канцеларија главног инспектора је агенцији НАСА упутила следеће препоруке – „НАСА би требало да:
- што хитније преиспита финансијске, логистичке и кустоске планове излагања орбитера, како би се осигурало да су сви они изводљиви и да су у сагласности са едукационим циљевима агенције, као и са роковима сервисирања и испоруке;
- се постара да исплате изабраних институција буду координисане са роковима сервисирања орбитера, да не утичу на способност агенције НАСА да ефикасно припреми орбитере за излагање у музеју, и да довољно средстава буде унапред доступно како би се сви радови спровели у дело;
- ради координисано са организационим тимовима изабраних институција како би се минимизовала могућност да дође до одлагања, која би могла да увећају трошкове агенције и утичу на друге мисије и приоритете агенције НАСА“.

У септембру 2011. године директор и два члана управног одбора Музеја летења у Сијетлу састали су се са администратором агенције НАСА Чарлсом Болденом, и том приликом истакли да су „направљени значајни пропусти у избору где ће бити изложени пензионисани орбитери“. Међу тим грешкама наводе се нетачне информације о броју посетилаца овог музеја (домаћих и страних), као и спремност изложбеног простора за смештај орбитера.

## Наследник шатла и заоставштина
Док следећа летелица са људском посадом не буде спремна, амерички астронаути ће до и са Међународне свемирске станице бити транспортовани искључиво руским капсулама Сојуз.
Планирани наследник Свемирског транспортног система (СТС) био је „Шатл 2“ (током 1980-их и 1990-их), а касније и програм Сазвежђе у периоду од 2004. до 2010. године. Постојао је и предлог да шатл настави да се користи у комерцијалне сврхе, након службе у агенцији НАСА. У септембру 2011. године НАСА је објавила нови дизајн за планирани Свемирски лансирни систем (СЛС), који би лансирао свемирски брод Орион и другу неопходну опрему за истраживање дестинација изван ниске Земљине орбите.
Програм комерцијалних орбиталних транспортних услуга (енгл. Commercial Orbital Transportation Services – COTS) започет је 2006. године са циљем намером да се створе комерцијалне теретне летелице без људске посаде које би достављале потребну опрему на МСС. Капсула Драгон компаније Спејс екс ушла је у оперативну употребу 2012. године, а годину дана касније и летелица Сигнус компаније Орбитал сајенсес. НАСА је 2010. године започела програм CCDev (енгл. Commercial Crew Development) чији је циљ конструисање свемирских летелица за људску посаду од стране приватних компанија. Услов је да летелица може да превезе четири путника до МСС, остане спојена са станицом најмање 180 дана, а затим их безбедно врати на Земљу. Очекује се да ће ове летелице ући у употребу после 2017. године.

## У култури
Спејс-шатл појављивао се у фикцији и не-фикцији, од филмова за децу до документараца. Међу првим појављивањима били су филм „Операција Свемир“ из серијала о Џејмсу Бонду (1979. г.), видео-игра „Спејс-шатл: Путовање у свемир“ компаније Activision (1982. г.) и роман „Shuttle Down“ писца Џорџа Х. Стајна (1981. г.). У филму из 1986. године под називом Свемирски камп (SpaceCamp), орбитер Атлантис случајно је лансиран у орбиту са групом учесника америчког свемирског кампа као посадом. У филму Армагедон из 1998. године посаде сачињене од радника са нафтне платформе и војника САД послате су са два модификована шатла у свемир како би спречили удар астероида у Земљу. Пензионисани опитни пилоти Америчког ратног ваздухопловства предводили су мисију шатла да поправи покварени руски војни сателит опремљен ракетама са нуклеарним бојевим главама у филму Клинта Иствуда Свемирски каубоји из 2000. године. У филму Језгро из 2003. године, слетање Ендевора пошло је наопако јер је дошло до дестабилизације Земљиног језгра, али је пилот (глуми је Хилари Свонк) успео да приземљи орбитер у одводни канал у Лос Анђелесу. Филм Свејдс (Swades, 2003. г.) из Боливуда, у којем је шатлом лансиран сателит намењен за праћење падавина, сниман је у СЦ Кенеди годину дана након несреће орбитера Колумбија у којој је погинула америчка астронауткиња индијског порекла Калпана Чавала. На малом екрану, драма Кејп (The Cape) из 1996. прати животе групе астронаута током припрема и извршавања мисија шатла. Одисеја 5 (Odyssey 5) била је научно-фантастична серија која је кратко трајала, а пратила је чланове посаде шатла који су били последњи преживели катастрофе која је уништила Земљу. У филму Гравитација из 2013. године фикциони спејс-шатл Експлорер погађају орбиталне крхотине, тако да део посаде гине, а преживели остају у орбити око Земље борећи се за живот.
Спејс-шатл такође је послужио као инспирација за многе играчке и моделе. На пример, велики Лего модел спејс-шатла саставили су посетиоци СЦ Кенеди, док су мали модели продавани као стандардни Леголенд комплет. Фирма Вилијамс направила је 1984. године флипер назван „Спејс-шатл“ који је садржао пластични модел шатла као и другу опрему астронаута на табли за играње.

#### Комеморативне поштанске марке
Пошта САД објавила је више марки са темом спејс-шатла. Прве марке објављене су 1981. године, и налазе се изложене у изложбеном простору Националног поштанског музеја у Вашингтону.

#### Повезани чланци
- НАСА
- Свемирске летелице
- Свемирски центар Кенеди
- Кејп Канаверал
- Међународна свемирска станица
- Пројекат Аполо

#### Сличне летелице
- Буран
- Клипер
- Хопер
- Хермес
- Орион
- Скајлон
- Локид Мартин X-33